# Leucinodes chalybifascia
Leucinodes chalybifascia là một loài bướm đêm trong họ Crambidae.